# Gerd Meyer (General)
Gerd R. Meyer (* 15. April 1937 in Berlin) ist ein Brigadegeneral außer Dienst des Heeres der Bundeswehr.

## Leben
Beförderungen
- 1959 Leutnant
- 1962 Oberleutnant
- 1966 Hauptmann
- 1970 Major
- 1972 Oberstleutnant
- 1980 Oberst
- 1993 Brigadegeneral

Meyer trat am 16. Mai 1957 beim Feldartillerieregiment 4 in Weiden in der Oberpfalz in die Bundeswehr ein, besuchte von 1957 bis 1958 die Heeresoffizierschule II in Husum und von 1958 bis 1959 die Artillerieschule in Idar-Oberstein. Anschließend diente er in verschiedenen Verwendungen in der Artillerietruppe als Vorgeschobener Beobachter, Fernmeldeoffizier, Offizier für Militärisches Nachrichtenwesen (S 2) im I. und II. Bataillon des Gebirgsartillerieregiments 8 (später Panzerartilleriebataillon 245) in Füssen, war von 1963 bis 1965 Batteriechef der 2. Batterie des Panzerartilleriebataillons 245 und von 1965 bis 1968 der. 1. Batterie (Stabs- und Versorgungsbatterie) jenes Bataillons.
Von 1968 bis 1970 absolvierte Schwede den 11. Generalstabslehrgang Heer an der Führungsakademie der Bundeswehr in Hamburg, wo er zum Offizier im Generalstabsdienst ausgebildet wurde. Anschließend wurde er Generalstabsoffizier für Logistik (G 4) der Gebirgsjägerbrigade 23 in Bad Reichenhall und war von 1972 bis 1975 Hilfsreferent im Referat IV 4 im Führungsstab des Heeres im Bundesministerium der Verteidigung in Bonn. Währenddessen absolvierte er 1973 den Defence Management Systems Course in Monterey in Kalifornien und besuchte 1975 das Armed Forces Staff College in Norfolk, Virginia. Von 1975 bis 1977 war er Bataillonskommandeur des Gebirgsartilleriebataillons 235 in Bad Reichenhall und anschließend von 1977 bis 1980 Generalstabsoffizier Landoperationen (G 3) im Hauptquartier Allied Forces Central Europe der NATO in Brunssum in den Niederlanden. Vom 23. August 1980 bis 10. September 1982 war er Regimentskommandeur des Artillerieregiments 10 in Pfullendorf. Danach wurde er Referatsleiter VII 4 im Führungsstab des Heeres im Bundesministerium der Verteidigung in Bonn und Systembeauftragter WS.
Meyer besuchte von September 1992 bis März 1993 das NATO Defense College in Rom als Lehrgangsteilnehmer. Anschließend war er vom 1. April 1993 bis 26. September 1996 Kommandeur des Bundeswehrkommando USA und Kanada in Reston, Virginia. Mit Ablauf des September 1996 wurde er in den Ruhestand versetzt.
Meyer ist verheiratet und hat zwei Kinder.

## Auszeichnungen
- Ehrenkreuz der Bundeswehr in Gold (1987)
- Meritorious Service Medal (1992)
- Legion of Merit, Degree of Officer (1996)[4]